# Abubakar Salim
Abubakar Salim (né le 7 janvier 1993 dans le Hertfordshire) est un acteur anglais de télévision et de cinéma.
Pour son travail sur le jeu vidéo Assassin's Creed Origins (2017), il est nommé pour un British Academy Games Award et nommé dans les British Academy of Film and Television Arts (BAFTA) Breakthrough Brits (en). À la télévision, il est connu pour ses rôles dans la série Jamestown (2018-2019) et Raised by Wolves (2020-2022).
Il a été formé à la London Academy of Music and Dramatic Art (LAMDA).